# Estadio Isauro Cevallos Muñoz
El Estadio Isauro Cevallos Muñoz es un estadio multiusos. Está ubicado en la ciudad de El Carmen, provincia de Manabí. Fue inaugurado el 10 de enero de 1994. Es usado para la práctica del fútbol, tiene capacidad para 5000 espectadores. 
Se ubica Vía Chone, km. 41 para mayor exactitud.

## Historia
El estadio ha desempeñado un importante papel en el fútbol local, ya que los clubes de El Carmen como el Club Social y Cultural y Deportivo Magali Masson o el Club Social, Cultural y Deportivo Universitario hacen de local en este escenario deportivo, que participan en la Segunda Categoría de Ecuador.
El estadio es sede de distintos eventos deportivos a nivel local, ya que también es usado para los campeonatos escolares de fútbol que se desarrollan en la ciudad en las distintas categorías, también puede ser usado para eventos culturales, artísticos, musicales de la localidad.
El estadio tiene instalaciones modernas con camerinos para árbitros, equipos local y visitante, zona de calentamiento, cabinas de prensa, y muchas más comodidades para los aficionados.
Además el recinto deportivo es sede de:
- Campeonatos Intercolegiales de fútbol.
- Entrenamientos disciplinas fútbol y atletismo

En el estadio se han realizado campeonatos intercolegiales que son tradicionales en la localidad, pero también se realizan en este escenario deportivo varios campeonatos de fútbol de diversas categorías, estos torneos son organizados por la Liga Deportiva Cantonal de El Carmen y son de gran acogida entre los pobladores. Pero estos torneos no serían posibles sin el apoyo del Gobierno Nacional a través del Ministerio del Deporte y con la intervención de la Federación Deportiva de Manabí se entregaron implementos para el mejoramiento del estadio. 

## Adecuación del campo
En el año 2008 se decide adecuar y mejorar el campo de juego del estadio a través del apoyo del personal del Departamento de Obras Públicas y se lo realizó con la maquinaria del Ayuntamiento, los trabajos estuvieron a cargo del equipo caminero de la Municipalidad de El Carmen, la Municipalidad brindó todo su apoyo, el vicealcalde fue el responsable de entregar el dinero que fue de aproximadamente de 35 mil dólares americanos.
Entre las nuevas mejoras estuvieron ubicación del drenaje, la tierra que había en la cancha fue retirada, se volvió a sembrar el césped, para eso se utilizaron abonos para mejorar el terreno, el responsable de la siembra fue José Zambrano, para lo cual se trajo semillas de Milagro en la Provincia de Guayas; con esta mejora el estadio quedó listo para ser utilizado en Campeonatos de Segunda Categoría profesional.